# Oltre l'amore (film 1918)
Oltre l'amore è un cortometraggio muto del 1918 diretto da Enrico Morosini. Tratto dal dramma L'oscuro destino di Natale Simeoni.

## Produzione
Il film fu prodotto dalla Società Anonima Eliseo Film, una compagnia di Trapani che venne sciolta nel 1920

## Distribuzione
Il film, un cortometraggio in un rullo, venne distribuito in Italia nel marzo 1918.